# 黃嫈珺
黃嫈珺（1983年4月5日—），中華民國政治人物，無黨籍，現為嘉義縣議員。畢業於美國加州州立大學長堤分校大眾傳播學系學士畢。母親為前嘉義縣朴子市市長黃麗貞，父親為前省諮議員黃文峯。

## 經歷
2009年，首次當選嘉義縣議員。
2023年5月，因2022年底選舉期間違反黨紀以及得罪地方仕紳原先遭民主進步黨停權3年，6月民進黨中評會決定減輕其停權處置，改予以警告。
2024年1月，全家再度因2024年中華民國總統選舉表態支持中國國民黨候選人侯友宜而遭縣黨部決議黃文峯、黃麗貞開除黨籍，黃嫈珺停權3年，送交黨中央中評會審議，2月1日中評會通過黨部的上述決議。而黃嫈珺於同年7月宣布退黨。

## 外部連結
- 黃嫈珺的Facebook專頁